# Сермонета (Латина)
Сермонета (итал. Sermoneta) је насеље у Италији у округу Латина, региону Лацио.
Према процени из 2011. у насељу је живело 1066 становника. Насеље се налази на надморској висини од 238 м.

## Становништво
Према резултатима пописа становништва 2011. у општини је живело 9.129 становника.
| 1931. | 1936. | 1951. | 1961. | 1971. | 1981. | 1991. | 2001. | 2011. |
| ----- | ----- | ----- | ----- | ----- | ----- | ----- | ----- | ----- |
| 2.175 | 3.123 | 4.374 | 4.585 | 5.146 | 6.413 | 6.587 | 6.620 | 9.129 |